# Nicolas Levasseur
Nicolas-Prosper Levasseur (ur. 9 marca 1791 w Bresles, zm. 6 grudnia 1871 w Paryżu) – francuski śpiewak operowy, bas.

## Życiorys
Studiował w Konserwatorium Paryskim u Pierre’a-Jeana Garata. Debiutował w 1813 roku na deskach Opéra de Paris rolą Osmana w La caravane du Caire Grétry’ego. W 1815 roku wystąpił w King’s Theatre w Londynie w Adeasia ed Alderano Mayra. W 1820 roku wystąpił w mediolańskiej La Scali w prapremierze Margherita d’Anjou Giacomo Meyerbeera (1820). Do przejścia na emeryturę w 1853 roku związany był z paryską Operą i Théâtre-Italien, na obydwu scenach kreując wiodące role basowe. Brał tam udział w licznych premierach, m.in. Wilhelma Tella (1829, jako Walter Furst), Roberta Diabła (1831, jako Bertram), Żydówki (1835, jako Brogni), Hugonotów (1836, jako Marcel), Faworyty (1840, jako Baltazar) i Proroka (1849, jako Zachariasz). W latach 1841–1869 uczył śpiewu w Konserwatorium Paryskim. Pod koniec życia stracił wzrok.
W 1869 roku otrzymał krzyż kawalerski Legii Honorowej.